# Hypsilophodontidae
Hypsilophodontidae is de naam voor een familie van uitgestorven euornithopode dinosauriërs, die leefden tijdens het Jura en het Krijt.
In 1882 benoemde Louis Dollo een familie Hypsilophodontidae om Hypsilophodon een plaats te geven. In de jaren daarna zouden veel nieuw ontdekte soorten in de Hypsilophodontidae geplaatst worden. De laatste jaren is het echter duidelijk geworden dat dit taxon parafyletisch is, dat wil zeggen: de leden ervan vormen niet samen een natuurlijke groep, een aftakking, maar vertegenwoordigen opeenvolgende afsplitsingen van de hoofdstam van de Euornithopoda. Ze zijn dus niet bijzonder aan elkaar verwant. Ook het geslacht Hypsilophodon zelf bevat naar huidige inzichten slecht een enkele soort en zo is het begrip Hypsilophodontidae overbodig geworden. Mochten de Hypsilophodontidae alsnog een natuurlijke groep blijken te vormen dan is daarvoor sinds 1998 een definitie als klade beschikbaar, gegeven door Paul Sereno en door hem in 2005 completer geformuleerd: de groep bestaande uit Hypsilophodon foxii Huxley 1869 en alle soorten nauwer verwant aan Hypsilophodon dan aan Parasaurolophus walkeri Parks 1922.
Het is echter nog mogelijk om naar Hypsilophodontidae te verwijzen als een bepaalde ontwikkelingsgraad van soorten die een zekere bouwwijze en levenswijze gemeen hadden. Zuiverder is het dan te spreken van basale Euornithopoda. Het 'basaal' duidt dan aan dat ze onder in de stamboom van die groep staan. De zaak wordt verder gecompliceerd doordat in bepaalde analyses althans sommige van de soorten buiten de Cerapoda vallen en dus basale Neornithischia zijn.
De basale Euornithopoda worden wel de gazellen onder de dinosauriërs genoemd. Ze leefden net als de huidige herten vermoedelijk in kudden. Bij gevaar zochten ze hun redding in de vlucht, wegrennend op hun lange achterpoten.
Zulke vormen kenden een groot evolutionair succes. De basale Euornithopoda kwamen ruwweg honderd miljoen jaar, van het Opper-Jura tot en met het Opper-Krijt, op de meeste continenten voor.
Evolutionair gezien was het een belangrijke ontwikkelingsfase. De hoogste basale euornithopode in de stamboom was immers de zustersoort van de meer afgeleide Euornithopoda, de Iguanodontia. Binnen die laatste groep zouden daarna de beroemde eendensnaveldinosauriërs of Hadrosauridae zich ontwikkelen.
De basale Euornithopoda hadden dezelfde herbivore levenswijze als zeer basale Ornithischia uit het Jura, waaronder de Heterodontosauridae. Vroeger werden die laatste wel de Fabrosauridae genoemd, en meende men dat die de directe voorouders van de Hypsilophodontidae zouden zijn. Later onderzoek toonde aan dat dit onjuist is: beide groepen zijn zelfs vermoedelijk niet eens nauw aan elkaar verwant. De illusie van verwantschap was geschapen door overeenkomsten in bouw: het gaat in beide gevallen om kleine tweevoetige planteneters. De basale Euornithopoda wijken echter af in een aantal functionele verbeteringen. Wangen voorkwamen dat afgebeten plantendelen weer uit de muil vielen. De tanden stonden naast elkaar in een aaneengesloten rij, niet meer als losse kronen waarvan de randen elkaar overlapten. Zo kon het voedsel efficiënter verknipt worden en ook iets gekauwd. Ook het bekken was veranderd. Het schaambeen had vooraan een uitsteeksel, de processus praepubicus, dat diende voor de aanhechting van spiergroepen. De oorspronkelijke schacht van het schaambeen bleef echter naar achteren gericht om meer ruimte te scheppen voor de buikholte.
De voortplanting van de basale Euornithopoda is verduidelijkt door vondsten van broedkolonies in Montana, daterend uit het Opper-Krijt. Volgens onderzoek van de amateurpaleontoloog Jack Horner vanaf het eind van de jaren zeventig, werden de eieren in een cirkel gerangschikt en verlieten de jongen direct na het uitkomen het nest, als nestvlieders. Een verdere broedzorg door de ouders kon echter niet worden uitgesloten.